# Maya Pedersen
Maya Bieri coniugata Pedersen (Spiez, 27 novembre 1972) è un'ex skeletonista norvegese, campionessa olimpica a Torino 2006 e due volte campionessa del mondo di specialità in rappresentanza della Svizzera, suo Paese di origine prima del matrimonio con l'atleta norvegese Snorre Pedersen.

## Palmarès

### Olimpiadi
- Oro a Torino 2006.

### Mondiali
- Oro a Calgary 2001.
- Oro a Calgary 2005.
- Argento a St. Moritz 2007.
- Argento a Lake Placid 2009 nel torneo misto.
- Bronzo a St. Moritz 2007 nel torneo misto.